# Arglisteinrede
Die Arglisteinrede nach § 853 BGB stellt im deutschen Deliktsrecht einen Fall der unzulässigen Rechtsausübung dar. Sie gehört zu den rechtshemmenden Einwendungen und schließt die Verjährung des Schadensersatzanspruchs eines Geschädigten im Falle einer unerlaubten Handlung aus. Ausgangslage ist die, dass der Schädiger durch eine von ihm bzw. von seinem Vertreter begangene unerlaubte Handlung gegen den Verletzten eine Forderung erlangt – z. B. einen Zahlungsanspruch aus einem Kaufvertrag.
Als unerlaubte Handlung kommt dann vor allem eine Täuschung des Verletzten durch den Schädiger als eine sittenwidrige vorsätzliche Schädigung i. S. d. § 826 BGB in Betracht. Der Verletzte hat dann gem. § 826 wegen der sittenwidrigen vorsätzlichen Schädigung einen Schadensersatzanspruch gegen den Schädiger. Und eben ein solcher Schadensersatzanspruch ist gemeint, wenn im § 853 BGB von einem „Anspruch auf Aufhebung der Forderung“ gesprochen wird. Also Schadensersatzanspruch = Anspruch auf Aufhebung der Forderung. Zu beachten ist dabei, dass der Verletzte die Erfüllung auch dann verweigern kann, wenn sein Schadensersatzanspruch aus § 826 BGB (die regelmäßige Verjährungsfrist beträgt gem. § 194 und § 195 BGB drei Jahre) verjährt ist. Er muss allerdings das seinerseits aus dem Vertragsverhältnis Erlangte – z. B. die Kaufsache – herausgeben, um nicht selbst arglistig zu handeln.
Die Arglisteinrede nach heutigem Verständnis hat sich aus der vom spätrepublikanischen Juristen C. Aquilius Gallus geschaffenen exceptio doli entwickelt, dies im Sachzusammenhang mit der actio de dolo (Klage wegen arglistiger Schädigung).